# Gewog di Bji
Il gewog di Bji è uno dei sei raggruppamenti di villaggi del distretto di Haa, nella regione Occidentale, in Bhutan.